# Gassen-Gemeinde

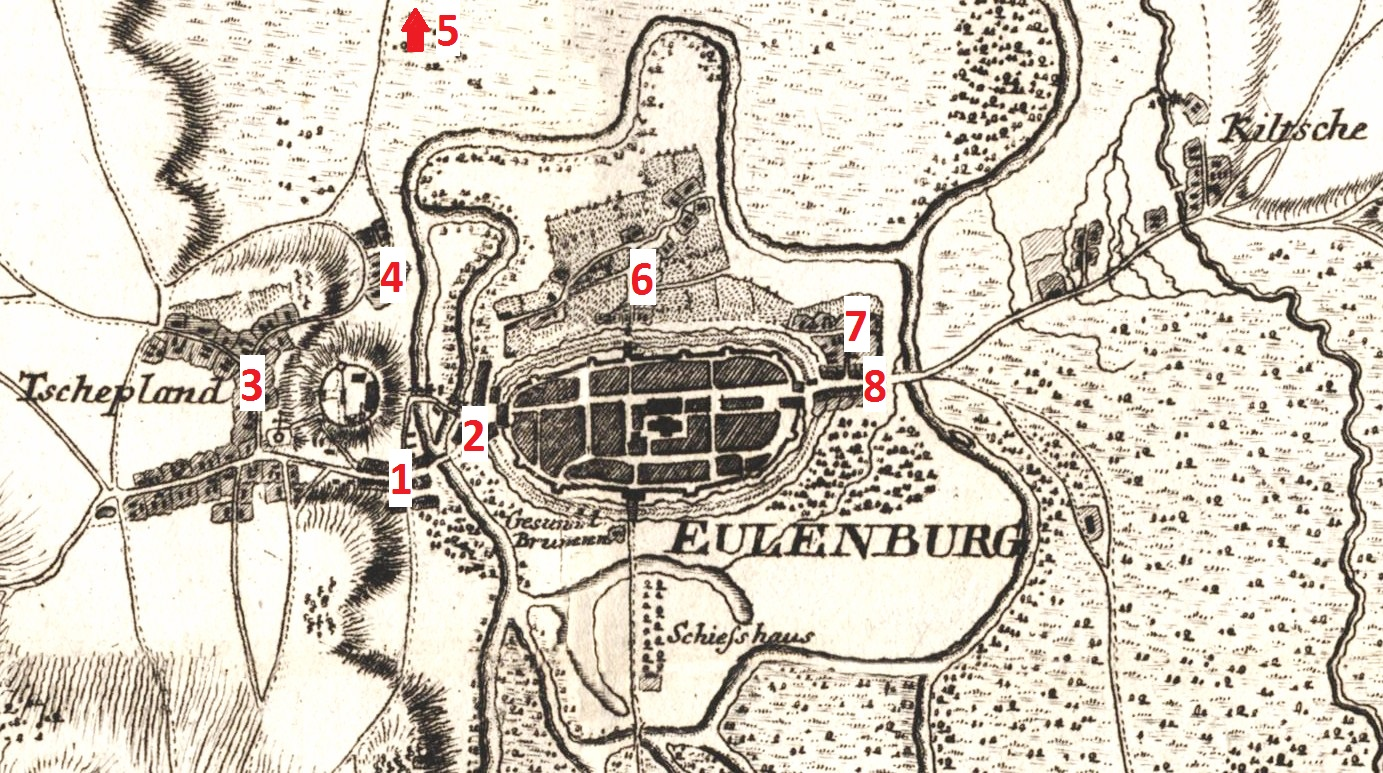
Die Cabinetskarte (1762) von Isaak Jacob von Petri gibt einen Überblick über Eilenburg und seine Vorstädte:
(1) Sand-Gemeinde
(2) Leipziger Steinweg
(3) Zscheppelende
(4) Tal-Gemeinde
(5) Hainichen
(6) Hinterstadt
(7) Gassen-Gemeinde
(8) Torgauer Steinweg

Gassen-Gemeinde (auch Geßlinge oder Gäßlinger Gemeinde)  war eine Gemeinde im Amt Eilenburg und ab 1815 im Landkreis Delitzsch. Der Ort war als Amtsdorf nicht schriftsässig und zählte zu den Acht Vorstädten von Eilenburg. Er befand sich nordöstlich vom Kernstadtgebiet Eilenburgs in unmittelbarer Nachbarschaft zum Torgauer Steinweg. Das Gemeindegebiet erstreckte sich über die heutige Martinstraße.

## Geschichte
Die Gemeinde, die aus nur wenigen um eine Gasse gruppierten Höfen bestand, wurde 1421 erstmals als Vß der Gaße erwähnt. Es handelt sich wohl um eine deutsche Ansiedlung, deren Name auf eine slawische Fischbezeichnung zurückgeht. Das kleine Dorf lag in einem von Mühlgraben und Mulde gebildeten Winkel, dem so genannten Spittelende. Dort befand sich vormals das Eilenburger Spital.
1551 lebten in der Gassen-Gemeinde zehn besessene Mann und vier Inwohner, 1747 wurden die Einwohner bereits beim Torgauer Steinweg mitgezählt. Daraus lässt sich ableiten, das die Gemeinde wohl noch vor der Eingemeindung nach Eilenburg zum Torgauer Steinweg kam. Die zentrale Gasse im ehemaligen Dorf erhielt 1861 zu Ehren Martin Luthers den Namen Martinstraße. Die Martinstraße konnte sich bis in die Gegenwart die vorstädtische Prägung bewahren, wobei die Ursprünglichkeit durch bauliche Veränderung über die Jahre verloren ging.